# Сальково (Рязанская область)
Сальково — деревня в Рязанском районе Рязанской области. Входит в Окское сельское поселение.

## География
Находится в центральной части Рязанской области на расстоянии приблизительно 22 км на юго-восток по прямой от вокзала станции Рязань I.

## История
На карте 1850 года показана как поселение с 8 дворами. В 1859 году здесь (тогда деревня Рязанского уезда Рязанской губернии) было учтено 23 двора, в 1897 — 20.

## Население
Численность населения: 64 человека (1859 год), 187 (1897), 9 в 2002 году (русские 89 %), 3 в 2010.